# Roger Walkowiak
Roger Walkowiak (Montluçon, Auvernia; 2 de marzo de 1927-Vichy, Auvernia; 6 de febrero de 2017) fue un ciclista francés, profesional entre 1951 y 1960, durante los cuales logró once victorias.

## Biografía
Se trató de un ciclista poco conocido hasta el verano de 1956, obteniendo pocos éxitos, entre ellos, una victoria de etapa en la Vuelta a España de ese mismo año.
Indudablemente, su mayor éxito profesional fue la victoria en el Tour de Francia 1956, el cual ganó para sorpresa general. 
Llegó como miembro de reserva al equipo del Noreste y Centro de Francia pese a ser de la zona Suroeste, porque un miembro del equipo había sido promocionado al equipo nacional francés (Gilbert Bauvin) y era el único disponible. Consiguió ponerse de líder gracias a dos escapadas en etapas llanas en la que obtuvo una renta de más de 30 minutos sobre los favoritos, si bien el tiempo perdido en otras etapas no le daba una renta demasiado grande que hiciera prever su triunfo final.
Perdió el liderato y algo de tiempo en los Pirineos, pero seguía no demasiado lejos de los corredores en cabeza. Volvió a recuperar el liderato tras un notable desempeño en la montaña alpina. En la 18.ª etapa se produjo la sorpresa. "Sólo" perdió 7 minutos y medio con Charly Gaul, llegado a rueda de Bahamontes (que había lanzado su bicicleta por el barranco de rabia al no poder seguir a Gaul pretendiendo parar la carrera, teniendo que ayudarle su equipo a recuperarla), quedando más descolgados los favoritos, y vistiéndose de amarillo ya hasta el final. Supo administrar la ventaja de cuatro minutos pese a que aún quedaban dos etapas con montaña y una contrarreloj individual, donde peor lo pasó, pero resistió. Llegó a París con apenas minuto y medio de ventaja sobre el ciclista al que había sustituido en su equipo (Gilbert Bauvin).
El éxito fue pobremente recibido por prensa y público, quedando deslucido, pues el público prefería la victoria de algún ídolo, y a poder ser local. Jacques Goddet, organizador de la prueba, escribió en L'Équipe El aplauso sonó como un lamento. Esta reacción le sumió en una depresión que le acompañó durante casi el resto de su vida, desligándose totalmente del ciclismo tras su retirada.
Desde entonces se conoce  el término «ganar a lo Walkowiak» a ganar una vuelta por etapas gracias a una gran renta de tiempo obtenida en etapas de transición, por un candidato poco conocido, o más generalmente a una victoria inesperada o sin estilo.
Al año siguiente ganó una etapa en la Vuelta a España, pero ya nunca obtuvo después de ello actuaciones de mérito.
Fue el segundo ciclista en ganar el Tour sin ganar ninguna etapa, y sigue siendo uno de los dos únicos (junto a Egan Bernal) en ganar un Tour sin haber ganado nunca una etapa.
Una vez retirado regentó un bar en su pueblo, pero como la gente le seguía bromeando con su "deslucida" victoria en el Tour, se marchó nuevamente a la fábrica de automoción donde había trabajado de joven, no teniendo ninguna relación con el mundo del ciclismo hasta casi su muerte. No concedió entrevistas a medios por más de dos décadas, al culparlos del deslucimiento de su victoria.
Pese a su pobre valoración inicial, el organizador del Tour entre 1934 y 1986 Jacques Goddet siempre lo consideró su vencedor favorito, al considerarlo un todoterreno que usó sus piernas para vencer y la cabeza para confirmar la victoria. A Hinault se le preguntó por la victoria de Walkowiak y afirmó: Hay gente que dice que Walkowiak no debió ganar el Tour. ¡Deberían haber estado en ese Tour!. Alcanzó el jersey amarillo, lo perdió y lo recobró. No era ningún ladrón. El Tour no llega envuelto como un regalo. Sólo a partir de entonces recobró parte de sus laureles y el respeto del mundo del ciclismo. La victoria de Óscar Pereiro en 2006 fue bastante similar a la suya, volviendo a ponerle de actualidad.

## Palmarés
1952
- 1 etapa del Tour de l'Ouest

1956
- Tour de Francia
- 1 etapa de la Vuelta España

1957
- 1 etapa de la Vuelta España

## Resultados en las Grandes Vueltas y Campeonatos del Mundo
| Carrera         | 1950 | 1951 | 1952 | 1953 | 1954 | 1955 | 1956 | 1957 | 1958 | 1959 | 1960 |
| --------------- | ---- | ---- | ---- | ---- | ---- | ---- | ---- | ---- | ---- | ---- | ---- |
| Giro de Italia  | -    | -    | -    | -    | -    | -    | -    | -    | -    | -    | -    |
| Tour de Francia | -    | 57.º | -    | 47.º | -    | Ab.  | 1.º  | Ab.  | 75.º | -    | -    |
| Vuelta a España | -    | X    | X    | X    | X    | -    | Ab.  | 15.º | -    | -    | -    |
| Mundial en Ruta | -    | -    | -    | -    | -    | -    | -    | -    | -    | -    | -    |

-: no participa

Ab.: abandono

X: Ediciones no celebradas